# Temnothorax pallidus
Temnothorax pallidus (лат.) — вид мелких муравьев из рода Temnothorax подсемейства Myrmicinae. Эндемик Афганистана.

## Распространение
Палеарктика. Найден в Афганистане.

## Описание
Небольшие муравьи, длина рабочих от 2,3 до 2,5 мм, желтоватого цвета. Усики 12-члениковые. Скапус достигает затылочный край головы. Скульптура тела сглаженная. Петиоль угловатый, проподеальные шипики короткие.
Впервые был описан в 1961 году английским мирмекологом С. Коллингвудом (City Museum, Лидс, Великобритания) под названием Leptothorax pallidus Collingwood, 1961 по материалу из Афганистана.

## Этимология
Вид был назван по признаку бледной окраски тела.